# Alternative Linke

Logo

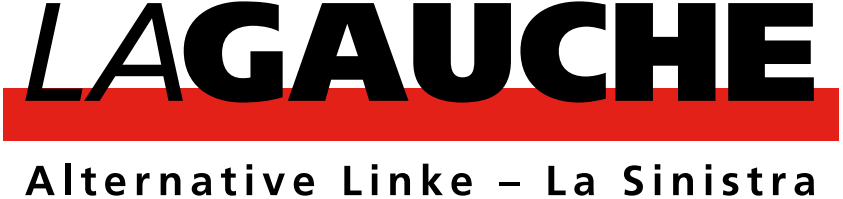
Logo der Alternativen Linken in der Romandie

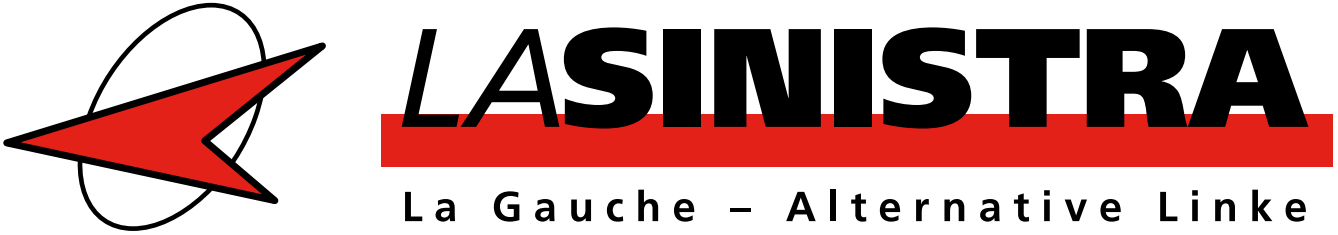
Logo der Alternativen Linken im Tessin

Die Alternative Linke (französisch La Gauche, italienisch La Sinistra) ist eine politische Partei in der Schweiz. Auf nationaler Ebene bestand sie von 2010 bis 2018. Die Partei beabsichtigte, linksalternative Kräfte ausserhalb der Sozialdemokratischen Partei und den Grünen zusammenzufassen und war der Europäischen Union gegenüber kritisch eingestellt. 2011 lancierte sie die nationale Initiative zur Abschaffung der Pauschalbesteuerung. Nach wie vor existiert die AL Bern, die im Grossen Rat des Kantons Bern sowie im Stadtrat von Bern vertreten ist.

## Ehemalige AL Schweiz

### Vorbereitung und Gründung
Am 21. November 2009 fand in Schaffhausen der erste Kongress der noch zu gründenden Partei statt. Dabei wurde ein 25-köpfiger Ausschuss mit Vertretern aus zwölf Kantonen gewählt, der die Gründung vorbereiten sollte, nachdem eine Gründung am ersten Kongres selbst als zu überhastet abgelehnt wurde. Hauptinitiant der Partei war der Schaffhauser Florian Keller, der auch schon an der Gründung der kantonalen Alternativen Liste beteiligt gewesen war. Mitbeteiligt waren zudem der PdA-Nationalrat Josef Zisyadis sowie der ehemalige Präsident der SP des Berner Juras Frédéric Charpié. Viele der Exponenten hatten 2007 auch schon beim Wahlbündnis À Gauche toute!/Linke Alternative mitgemacht.
Am 29. Mai 2010 wurde die Partei schliesslich offiziell an einem Kongress im Lausanner Volkshaus gegründet, gleichzeitig wurden das Parteiprogramm und die Statuten verabschiedet. Die Herausforderungen beim Aufbau der neuen Partei unterschieden sich dabei zwischen den Sprachregionen: Während die Linke ausserhalb von SP und Grünen in der Romandie weit verbreitet war und das Ziel dort vor allem in der Zusammenführung verschiedener, teilweise zerstrittener Bewegungen bestand (namentlich im Kanton Genf), sollte in der Deutschschweiz die Basis der linksalternativen Bewegung vergrössert werden, die damals vorwiegend durch die Alternative Liste in den Kantonen Schaffhausen und Zürich präsent war.

### Weitere Entwicklungen: Lancierung einer nationalen Volksinitiative
Der zweiten offiziellen Kongress der AL beschloss am 5. März 2011 mit einer Mehrheit von mehr als drei Vierteln, eine nationale Initiative zur Abschaffung der Pauschalbesteuerung zu initiieren. Eine kantonale Initiative gleichen Zwecks war zuvor im Kanton Zürich von der Alternativen Liste gewonnen worden. Am 25. September 2001 sollte der AL Schaffhausen dasselben gelingen. Weiter positionierte sich die Partei am zweiten Kongress klar EU-kritisch.
Zu den Nationalratswahlen 2011 trat die Alternative Linke und ihre Bündnispartner in sieben Kantonen mit neun verschiedenen Listen an. Ihr war dabei allerdings kein Erfolg beschieden: Sie verlor den Sitz des zurücktretenden Nationalrates Josef Zisyadis aus dem Kanton Waadt und verpasste auch in den übrigen Kantonen, in denen sie sich Chancen ausgerechnet hatte, den Einzug in den Nationalrat, wenn auch zum Teil nur knapp. Insgesamt konnte die Partei und ihre Verbündeten einen Wähleranteil von 1,2 % verzeichnen.
Im Juni 2012 fand im Bieler Volkshaus der dritte Kongress statt, unter anderem mit einer Podiumsdiskussion mit dem französischen Autor (Empört Euch!) und überlebenden Résistancekämpfer des KZ Buchenwald Stéphane Hessel. Neben dem Hauptthema Pauschalsteuerinitiative wurde unter anderem eine engere Zusammenarbeit mit der französischen Front de gauche und eine Solidaritätserklärung mit dem griechischen Linksbündnis SYRIZA genehmigt. Zudem sollte ein möglicher Beitritt zur Europäischen Linkspartei abgeklärt werden.
Am 19. Oktober 2012 wurde die Initiative zur Abschaffung der Pauschalsteuer eingereicht. Am 30. November 2014 kam sie zur Abstimmung kam. Die Initiative wurde am 30. November 2014 mit 59,2 Prozent Nein-Stimmen und 1 (Kanton Schaffhausen) zu 19 6/2 Ständen vom Souverän abgelehnt.

### Krise und Auflösung
In den folgenden Jahren kam das politische Projekt der AL nur schleppend voran. Die stark basisdemokratische Organisation sowie die skeptische Haltung gegenüber fixen Strukturen erschwerten die Zusammenarbeit, ebenso wie die sprachregional unterschiedliche politische Kultur der verschiedenen Gruppierungen. Der AL gelang es weder, die Zersplitterung der radikalen Linken in der Westschweiz zu beenden, noch – mit Ausnahme von Bern – deren Präsenz in der Deutschschweiz auszubauen. Infolgedessen wurde die nationale AL 2018 aufgelöst. Die lokalen Parteien, die unter dem Dach der AL organisiert waren, existieren jedoch weiterhin.

### Inhaltliches Profil
Bei ihrer Gründung verabschiedete die AL Schweiz ein Programm mit neun Handlungsschwerpunkten, nach denen sich die Partei richten wollte:
- Sie wollte ein existenzsicherndes Einkommen und Altersvorsorge für alle und schrieb als erste Schweizer Partei den Einsatz für ein Bedingungsloses Grundeinkommen in ihr Parteiprogramm.

- Sie setzte sich für die absolute Gleichberechtigung von Mann und Frau, die auch bei der Wirtschaft nicht Halt machen dürfe, sowie für ein Stimm- und Wahlrecht für Ausländer und Ausländerinnen ein. Zudem sollten alle – ähnlich wie dies bereits in den Vereinigten Staaten praktiziert wird – in der Schweiz Geborenen einen Anspruch auf das Schweizer Bürgerrecht haben.

- Jegliche Bestrebungen des Staates in Richtung Überwachungsstaat lehnte sie ab und stützte «das Recht jedes Menschen auf seine individuelle Freiheit», alle sollten so leben können wie sie wollen.

- In Sachen Ökologie und Umweltschutz forderte sie, dass alle die Möglichkeit haben sollten, sich ökologisch korrekt zu verhalten, und nicht nur diejenigen, die das Geld dazu besitzen. Sie betrachtete den Klimawandel und die Konsumgesellschaft als Produkt des Kapitalismus und forderte einen grundsätzlichen Kurs- und Denkwechsel.

- Der öffentliche Haushalt sollte laut AL nach dem Grundsatz der wirtschaftlichen Leistungsfähigkeit finanziert werden. Vergünstigungen wie Pauschalsteuern, Flat Tax und degressive Steuersätze lehnte sie konsequent ab. Des Weiteren war sie gegen Kopfsteuern wie bei den öffentlichen Krankenkassen und war die Umlagerung von progressiven zu indirekten Konsumsteuern, da letztere die unteren Einkommensschichten mehr belasten würden. Sie setzte sich für eine nationale Erbschaftssteuer ein.

- Die Alternative Linke lehnte jegliche Privatisierungen ab und wollte einen starken Service Public.

- In der Aussenpolitik schrieb sich die AL die internationale Solidarität auf ihre Fahnen. Sie forderte einen Erlasse der Schulden von Ländern der Dritten Welt, die gegenüber Schweizer Firmen, Banken und Körperschaften entstanden waren. Sie sprach sich gegen Militarismus, Krieg und für eine Schweiz ohne Armee aus. Aus der Diskussion beim Kongress von 2011 in Zürich ergaben sich klar EU-kritische Positionen.

- Die AL war gegen jegliche Diskriminierungen von Frauen und Andersdenkenden und forderte stärkere Kampagnen des Bundes gegen Homophobie, vor allem bei Jugendlichen. Zudem war sie für einen kostenlosen Zugang zu Kinderkrippen für alle.

- Sie forderte die konsequente Trennung von Staat und Religion, welche sie als Voraussetzung für eine aufgeklärte Gesellschaft sah.

## AL Bern
Die Alternative Linke Bern wurde 2011 als Berner Sektion der Schweizerischen AL gegründet. Bereits im Folgejahre konnte sie einen Sitz im Stadtrat, dem 80-köpfigen Stadtparlament von Bern, gewinnen. Bei den beiden folgenden Wahlen (2016 und 2020) steigerte sie ihre Sitzzahl jeweils um einen Sitz auf zwei beziehungsweise drei Mandate. Sie bildet eine gemeinsame Stadtratsfraktion mit der Partei der Arbeit und der Grün alternativen Partei. Seit 2018 ist die AL zudem mit Christa Ammann im Grossen Rat (dem Kantonsparlament des Kantons Berns) vertreten.
Die AL Bern definiert sich als «ein basisdemokratischer Zusammenschluss verschiedener Menschen, die auf eine selbstbestimmte und solidarische Gesellschaft hinarbeiten, welche sich vom Konsumismus und Ökonomismus verabschiedet.» Die Alternative Linke Bern versteht sich nicht als Avantgarde, sondern als parlamentarischer Arm ausserparlamentarischer sozialer Bewegungen. Lokalpolitisch unterscheidet sich die AL Bern von den etablierten rot-grünen Parteien hauptsächlich in der Ablehnung eines weiteren Stadtwachstums.